# Vairac (Alta Viena)
Vairac (en francès Veyrac) és un municipi francès situat al departament de l'Alta Viena i a la regió de la Nova Aquitània.

## Demografia
| 1962                                       | 1968  | 1975  | 1982  | 1990  | 1999  | 2006  | 2007  | 2008  |
| ------------------------------------------ | ----- | ----- | ----- | ----- | ----- | ----- | ----- | ----- |
| 1.013                                      | 1.070 | 1.019 | 1.202 | 1.339 | 1.539 | 1.896 | 1.925 | 1.945 |
| Des de 1962: població sense dobles comptes |       |       |       |       |       |       |       |       |

## Administració
| Període | Identitat        | Partit |
| ------- | ---------------- | ------ |
| 2001-   | Nancette Mazière | PCF    |